# Banco de Finlandia
El Banco de Finlandia (en finés: Suomen Pankki; en sueco: Finlands Bank) es el banco central de Finlandia. Se jacta de ser el cuarto banco central más antiguo del mundo (tras los de Inglaterra, España y Francia).

## Historia
El banco de Finlandia fue establecido el 1 de marzo de 1812 en la ciudad de Turku por Alejandro I de Rusia. En 1819 fue recolocado en Helsinki.  El banco creó y reguló el Marco finlandés hasta que Finlandia se integró en la Zona euro en 1999.

## Funciones y propiedad
El Banco de Finlandia es el banco central de Finlandia y miembro del  Sistema Europeo de Bancos Centrales. Es la autoridad monetaria de Finlandia, y es le responsable del abastecimiento de moneda al país y del intercambio de reservas con el extranjero.
El Banco de Finlandia es propiedad de la República de Finlandia y gobernado por el  Parlamento de Finlandia, a través del su Consejo Supervisor y el equipo directivo del banco. La dirección del banco es responsable la administración, y el Consejo Superviso Supervisory para la supervisión de las actividades administrativas y otras tareas estatutarias. El banco es gobernado según el "Acta para el Banco of Finlandia", aprobada en 1998.
El banco posee oficinas regionales en Helsinki-Vantaa y Oulu .

## Organización
El máximo responsable del banco es el gobernador (actualmente Olli Rehn). El gobernador preside el consejo directivo.

### Miembros del Consejo de administración del Banco de Finlandia
- Olli Rehn, Gobernador
- Pentti Hakkarainen, Vicegobernador
- Seppo Honkapohja

## Gobernadores del Banco de Finlandia
- Claes Johan Sacklén 1812–1816
- Carl Johan Idman 1817–1820
- Otto Herman Lode 1820-1827
- Johan Gustaf Winter 1827–1841
- Carl Wilhelm Trapp 1841–1853
- Axel Ludvig Bom 1853–1856
- Alex Federley 1853–1854
- Robert Trapp 1854–1856
- Frans Ivar Edelheim 1856–1858
- Wilhelm Blidberg 1858–1861
- Carl Isak Björkman 1862-1866
- Victor von Haartman 1866–1870
- August Florin 1870–1875

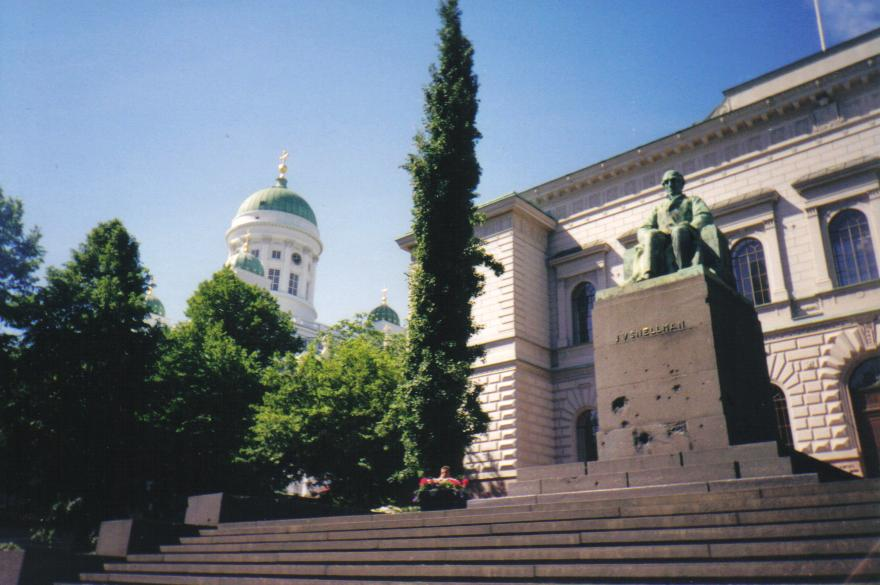
El Banco de Finlandia, Helsinki, con la estatua de Johan Vilhelm Snellman en el frente.

- Gustaf Samuel von Troil 1875–1884
- Alfred Charpentier 1884–1897
- Carl Theodor Alexander Wegelius 1898-1906
- Clas Herman von Collan 1907-1918
- Otto Eliel Stenroth 1918-1923
- August Ramsay 1923-1924
- Risto Ryti 1923-1940
- Johan Wilhelm Rangell 1943-1944
- Risto Ryti 1944–1945
- Sakari Tuomioja 1945-1955
- Rainer von Fieandt 1955-1957
- Klaus Waris 1957-1967
- Mauno Koivisto 1968-1982
- Ahti Karjalainen 1982-1983
- Rolf Kullberg 1983-1992
- Sirkka Hämäläinen 1992-1998
- Matti Vanhala 1998-2004 (retirado por enfermedad)
- Erkki Liikanen 2004-2018
- Olli Rehn 2018-

Fuente: Banco de Finlandia.

## Consejo de Supervisión Parlamentaria
- Ben Zyskowicz, Presidente
- Pirkko Ruohonen-Lerner, Vicepresidente
- Mari Kiviniemi
- Jouni Backman
- Timo Kalli
- Marjo Matikainen-Kallström
- Lea Mäkipää
- Jan Vapaavuori
- Pia Viitanen